# بورصة إثيوبيا للسلع

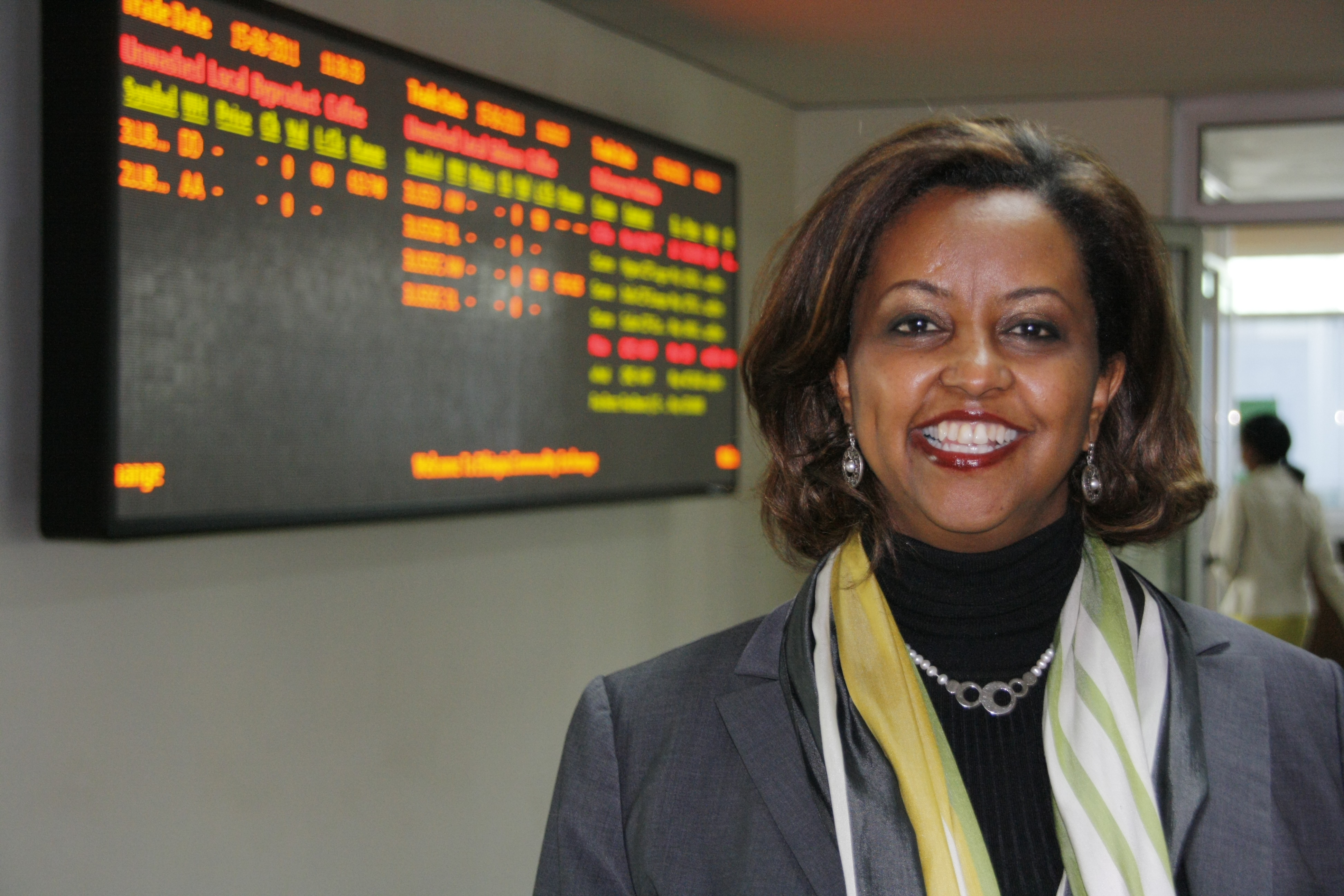
إيليني جابر مادهين على موقع بورصة إثيوبيا للسلع

بورصة إثيوبيا للسلع ( ECX ) هي بورصة للسلع تأسست في أبريل 2008 في إثيوبيا . في إعلان 2007-550، الذي أنشأ بورصة إثيوبيا للسلع، كان هدفها المعلن هو "ضمان تطوير نظام تجاري حديث فعال" من شأنه أن "يحمي حقوق وفوائد البائعين والمشترين والوسطاء وعامة الناس". 

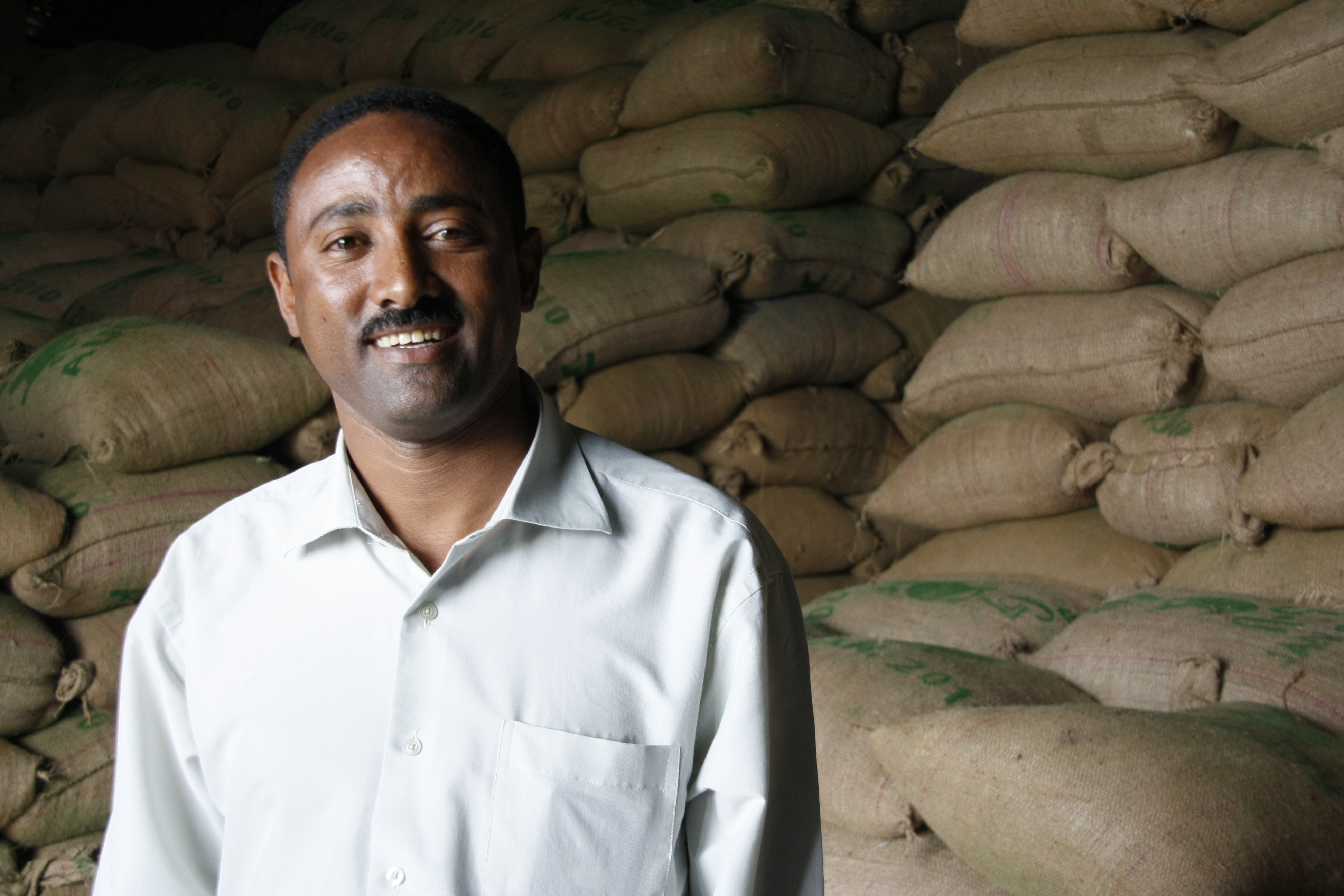
يهينو تسيغاي، مدير مستودع أواسا التابع لبورصة السلع الإثيوبية، حيث تنتظر القهوة الإثيوبية التصدير.

تم إنشاء بورصة إثيوبيا للسلع كشركة خاصة مملوكة لشراكة بين الجهات الفاعلة في السوق وأعضاء البورصة والحكومة الإثيوبية، بقيادة إيليني جبري مدهين، الخبير الاقتصادي السابق في المعهد الدولي لبحوث السياسات الغذائية والبنك الدولي . اعتبارًا من يوليو 2011، كان التواجد الفعلي لـ بورصة إثيوبيا للسلع يتكون من 55 مستودعًا في 17 موقعًا إقليميًا. وقد نمت من تداول 138000 طن في عامها الأول إلى 508000 طن في عامها الثالث، مع حصص متساوية تقريبًا من القهوة والبذور الزيتية والبقول. ارتفعت قيمة البورصة بنسبة 368% بين عامي 2010 و2011 لتصل إلى 1.1 مليار دولار أمريكي.  اعتبارًا من نوفمبر 2010، تعاملت قاعة التداول في أديس أبابا مع 200 عقد فوري لسلع مثل القهوة والسمسم والفاصوليا البحرية والذرة والقمح .  وقد تم تقديره في يوليو 2011 أن العضوية تعادل 243 عميلاً مع العملاء، الذين يتداولون من خلال الأعضاء، حوالي 7800. وتمثل تعاونيات المزارعين 2.4 مليون مزارع من أصحاب الحيازات الصغيرة ، أي ما يشكل 12% من أعضائها. 
في الوقت الحالي، تعد بورصة إثيوبيا للسلع هي بورصة الأسهم أو السلع الوحيدة في أفريقيا التي قامت بتبسيط تحويلات الدفع وصولاً إلى " T+1 " (الدفع في اليوم التالي بعد التداول) من غرفة المقاصة إلى البنوك التجارية الشريكة لها. الوصول إلى بيانات السوق واسع النطاق. يتم إرسال تاريخ السعر "الدفعي" في الوقت الفعلي إلى لوحات الإعلانات الإلكترونية الخارجية في 32 موقعًا ريفيًا، وموقع بورصة إثيوبيا للسلع الإلكتروني، و256000 مشترك في الهاتف المحمول عبر الرسائل الفورية والراديو والتلفزيون ووسائل الإعلام المطبوعة. تتوفر بيانات السوق "السحب" من خلال خدمة الاتصال الهاتفي المجانية. تلقت الخدمة أكثر من مليون مكالمة في سبتمبر 2011، 70% منها من المتصلين الريفيين. 
تم توثيق السنة الأولى من وجود بورصة السلع الإثيوبية في فيلم زاوية واسعة (سلسلة PBS) صانع السوق .